# Vintmølle Sø
Vintmølle Sø er en lille privatejet sø beliggende syd for Viborg. Søen er opstemmet i sydenden, ved vandmøllen Vintmølle, hvorfra den har afløb mod Vedsø, ca. en kilometer mod syd; tilløbet Koldbækken havde oprindelig udløb i Vedsø, men blev omlagt i 1500-tallet, for at skaffe vand til møllen.
Søens opland består af både bebyggede områder, skov og landbrugsarealer. Der har tidligere været en del fiskeri i søen af ål, gedde, brasen, aborre, skalle og sude.
Vintmølle Sø ligger i en tunneldal, der går fra Mariager Fjord til Hald Sø, via Rødding Sø, Loldrup Sø og Viborgsøerne

## Eksterne kilder og henvisninger
- Danmarks Søer, Søerne i Nordjyllands og Viborg Amter, af Thorkild Høy m.fl. ISBN 87-7717-200-0
- Om Vintmølle Sø Arkiveret 17. april 2021 hos  Wayback Machine på Viborg Kommunes websted.

56°25′9.52″N 9°23′33.13″Ø / 56.4193111°N 9.3925361°Ø